# IC 3219
IC 3219 ist eine Galaxie vom Hubble-Typ S? im Sternbild Coma Berenices am Nordsternhimmel. Sie ist schätzungsweise 312 Millionen Lichtjahre von der Milchstraße entfernt.
Das Objekt wurde am 23. März 1903 vom deutschen Astronomen Max Wolf entdeckt.